# Thiant
Thiant (flämisch: Tiens) ist eine französische Gemeinde mit 2.963 Einwohnern (Stand: 1. Januar 2022) im Département Nord in der Region Hauts-de-France. Sie gehört zum Gemeindeverband La Porte du Hainaut, zum Arrondissement Valenciennes und zum Kanton Aulnoy-lez-Valenciennes. Die Einwohner heißen Thiantais.

## Geografie
Die Gemeinde Thiant liegt im Gebiet der früheren Grafschaft Hennegau an der Mündung des Écaillon in die Schelde (frz. Escaut), sechs Kilometer südwestlich von Valenciennes. Umgeben wird Thiant von den Nachbargemeinden Prouvy im Norden, Maing im Osten, Monchaux-sur-Écaillon im Südosten, Haspres im Süden und Südwesten, Douchy-les-Mines im Westen sowie Haulchin im Westen.

## Geschichte
Der Ort wurde erstmals 877 urkundlich erwähnt.

### Bevölkerungsentwicklung
| Jahr                       | 1962 | 1968 | 1975 | 1982 | 1990 | 1999 | 2006 | 2012 | 2021 |
| Einwohner                  | 2859 | 2925 | 2699 | 2635 | 2593 | 2568 | 2538 | 2619 | 3011 |
| Quellen: Cassini und INSEE |      |      |      |      |      |      |      |      |      |

## Sehenswürdigkeiten
- Kirche Saint-Martin
- Britischer Militärfriedhof
- zwei Wassertürme

## Wirtschaft

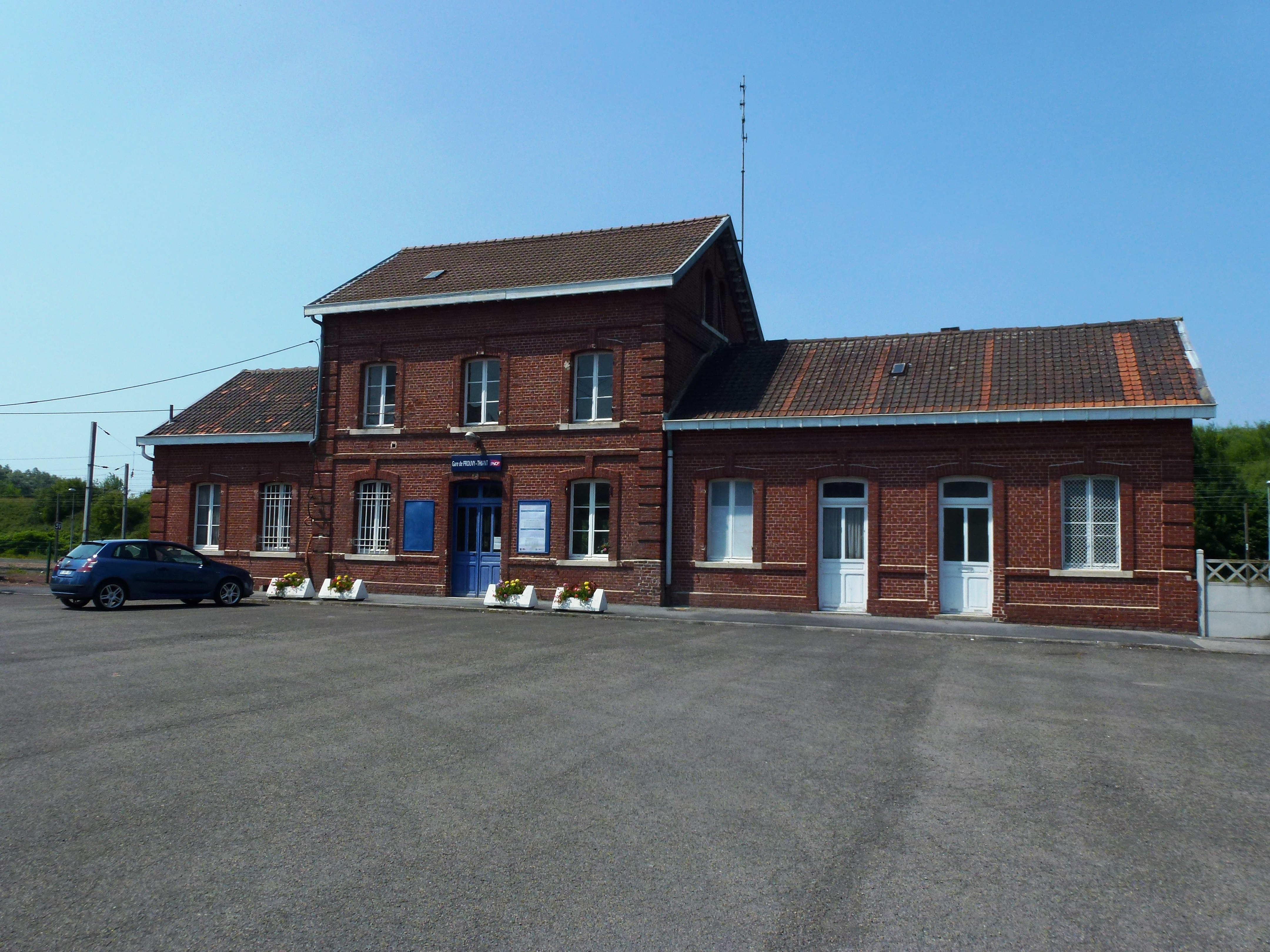
Bahnhof Prouvy–Thiant

Im Norden der Gemeinde befindet sich eine Chemiefabrik, im Westen ein Kraftstofftanklager.